# Чолакаевы
Князья Чолакаевы (Чолокаевы, Чалакаевы, Чалокоевы) — княжеский род, происходящий от угасшего рода князей Ирупакидзевы (Прупакидзе).
Происходит от владетелей округа Гилера в Дагестане (до 1320), потомки которых, по принятии православной веры, получили от грузинского царя Георгия V в Кахетии владения незадолго перед тем угасшей фамилии князей Ирупакидзе. Одна из ветвей фамилии князей Чолокаевых осталась в исламе и под именем султанов Елисуйских владела округом Елисуйским (до 1843).
Ярчайшим представителем князей Чолакаевых является святой мученик и исповедник Бидзина Чолакаев.
Рода Чолакаевых и Макаевых считают себя однородцами угасшего княжеского рода Ирупакидзевы.

## Происхождение и история рода

### Этимология
Этимология названия князей Чолакаевых производят не от татарского или армянского слова — Чолак и означающий — хромой, хромающий. Фамилия происходит от названия местности Чкакиан-Говат в Аскараскане, в западной Албании Грузии (часть грузинского княжества называемой за-Алазанской Кахетией) и по сжатому в произношении букв армянского языка соответствует названию на грузинском языке — Чолака, откуда и пошла фамилия. Наименование данной местности имеется в упоминаниях армянского историка X века Моисея Каганкатоваци.

#### Переселение в Грузию
В VIII веке армянская православная церковь испытывала притеснения от грузинских святителей и многие древние и лучшие рода западной Албании в Грузии, переходили и селились в Канбиджене и Камбечовани.
Неизвестно, когда и в какую эпоху род князей Чолакаевых переселился в верховье западной Албании, вероятно, что это произошло после уничтожения на Кавказе западной Албании и прекращения влияния рода Миргаканидов Сасанидских (с 590 по 940), но ни в это время род, ни позже, князья Чолакаевы не терял ни своих поместий в Алазанской Грузии, ни значения своего рода, ни звания — Владетеля, подчиняющимся царям Грузии, а позже и царям Кахетинским и именовались титулом — владык Кахетинских.

##### Царские брачные союзы
В роде Чолакаевых царские дворы Картлинских и Кахетинский искали себе невест. Царь Александр I (1492—1511) женился на княжне Анне Чолакаевой, родственнице Гарсевана, гофмаршала Салтухуцеса. Царь Георгий II Буйный, убит в 1513 году, был женат на княжне Елене Чолокаевой. Анна урождённая Чолакаева, скончавшаяся в 1716 году, инокиней под именем Анастасия, была супругою царя Ираклия I, погребена в Алавердском храме, из акта 1702 года, царя Давида Имам-Кули-хана явствует, что она совершила паломничество в Иерусалим. Дочь царя Ираклия I — Макрина, вышла замуж за князя Чолакаева, овдовев, постригалась под именем Мария, писательница церковных песнопений, погребена в Алавердском храме. Сын Георгия XIII — Баграт, был женат на княжне Кетеван (ум. 1831) из этого рода. Князь Георгий (ум. 1820), был женат на дочери царя Ираклия II — Екатерине. Дочь царя Георгия XIII — Рипсима была супругою князя Дмитрий Чолакаева (ум. 1847).
Царь Арчил II, при описании жизни царя Теймураза I (1605—1663), упомянул о героической смерти 7 князей Чолакаевых, павших в сражении с персами у реки Алгети.
Из переписки Кахетинский владетелей с русскими царями видно, что члены этого княжеского рода, принимали большой участие в судьбе царства. В 1640 и 1650 годах при царском дворе Михаила Фёдоровича и Алексея Михайловича находился посланник царя Теймураза I, князь Георгий Чолакаев. Архиепископ Георгий Алавердский (Чолакаев), подписал грамоту 06 февраля 1678 года, к царю Фёдору Алексеевичу. Епископ Николай Харчашенский (Чолакаев), подписал в 1736 году грамоту царя Теймураза II к императрице Анне Иоановне.
В списке князей и дворян Кахетии, приложенном к трактату, заключённому между императрицей Екатериной II и царём Ираклием II 24 июля 1783 года значится и род князей Чолакаевых.
Крупные землевладельцы: во времена царицы Тамары владели землями прилегающими к г. Албанополю, селениями Лалискури, Корети, Сатредо, Марилиси и по обеим берегам реки Штори, с громадными лесистыми горами прилегающими к Кавказу. От других правителей они получили по правому берегу реки Алазани в: Матани, Ахмете, Бишите, Илдакани, Эрцо, около Марткопи Сацхениси, Уджарме, Самгори, на берегу реки Иоры — Карабулаге, Палдо, Сартисчали, Бактриани, Хордале, Тианети Чабано, и моуравство Сагареджинское.

## Известные представители
- Чолакаев Заал — подписал акт (1492), которым обновилось древнее приношение Мцхетскому храму царей в Кахетии, утверждённым царём Давидом Возобновителем (1088-1130).
- Чолалаевы: Шанше и Георгий и дети Шанше — Гошпар, Рамаз и Андерман жалованы в 1630 и 1632 годах царём Теймуразом I имением, этому же Шанше жалует в 1650 году царь картолинский Ростом, крестьян в кахетинском селении — Чиаури, именуя его моуравом Чиаурским.
- Чолакаев Николай — архидиакон, направлен в 1676 году с поручением царя Ираклия I в Испанию, был с поручением в России, находился с царём в Персии.
- Чолакаев Надир — в начале XVIII века сопровождал царя Ираклия II ко двору Надир-шаха и разделял славу персидского завоевателя в Индии.
- Чолакаев Кайхосро — моурави, в акте царя Имам-Кули-хана 1702 года велено переселить крестьян из Чиаури в Кучатани.
- Чолакаев Зураб — и его дети: Оман, Рошак и Кайхосро — жалуются в 1721 году крестьянами в селе Бачур-цихе.
- Чолакаевы: Гиви с братом Григорием и сыном Эдишером — в 1737 году наименованы моурави Тиаиетсмими, по древним их на это правом.
- Чолакаев Оман — царь Теймураз II возвращает ему отнятых крестьян в Чиауре, за услуги, оказанные им в походе в Кандагар.
- Чолакаев Джимшер — назначен правителем Арагвской области (1750).

#### Чолакаевы в грузинской истории
- Чолакаев Реваз — около 1691 года поддерживал воцарение в Кахетии — Арчила, защищал укрепления Ниноцминдское и епископский храм, от войск картлинского царя Георгия XI.
- Чолакаев Гиви — убит в 1692 году в сражении при Талавери.
- Чолакаев Гарсеван —  дал тайной убежище жене убитого Георгия II Буйного (1511-1513), своей близкой родственнице и 7 летнему сыну его царевичу — Леону, хитро укрывал царевича от розыска, смешав его с прислужниками, дал ему возможность жить и расти в крепости Очан. После угроз в 1518 году Шах-Исмаила царю Давиду VIII, не вполне покорившемуся Персии, кахетинцы во царили Леона в Кахетии.  Князь Гарсеван Чолакаев женит его на дочери Гурийского владетеля и вооружает против царя Давида Атабека Ахалцыхского. Леон, после брака, вступает в сражение, побеждает его в Магаро и заставляет уйти в Тифлис, коронуясь в 1520 году в Бодбийском храме.
- Чолакаев Барам — спас от смерти Давида, сына царя Александра II Кахетинского, которую готовил ему младший брат — Георгий, которого после открытия заговора заключили в крепости Торга, а участники были сброшены с высокой башни крепости Чоэт.
- Чолакаев Шермазан — святой мученик Кетаван, верный вдовствующей царице, опасавшейся мужа царя Давида, поручила ему в 1604 году, своего сына, царевича Теймураза, доставить в Персию к Шаху-Аббасу, являлся его воспитателем.
- Архимандрит Николай (Чолакаев) —жил около 1630 года,  управлял монастырём Святого Креста в Иерусалиме, учёный, пользовался высоким уважением в царствах Кахетии и Карталинском, у владетелей Мингрелии и Гурии.
- Епископ Филипп Харчашенский (Чолакаев) — убит в 1723 году в сражении с лезгинами на высотах Тианетских.
- Митрополит Кахетинский и Алавердский Николай I (Чолакаев) — в 1760 году, с разрешения царя Ираклия II и католикоса Иосифа, прибыл в С-Петербург, родственник царицы Анны и супруги царя Бакара.
- Митрополит Алавердский Николай II (Чолакаев) — святительствовал около 1721 года, во времена правления над Кахетию царя Давида Имам-Кули-хана.
- Чолакаев Давид — известен в грузинской литературе (ум. около 1810).
- Чолокаев, Кайхосро (1888—1930) — грузинский князь, военный деятель, один из главных национальных героев современной Грузии.

#### Чолакаевы в российской истории
- Чолакаев, Семён (Симон) Романович (ок. 1710 — после 1770) — российский офицер-артиллерист, изобретатель ряда артиллерийских систем, подполковник.[2]
- Чолокаев, Николай Николаевич (1830—1920) — российский государственный деятель, действительный статский советник, предводитель дворянства Тамбовской губернии, член Государственного Совета.